# علم الوراثة الأمامي
علم الوراثة الأمامي هو نهج في علم الوراثة الجزيئي يستخدم لتحديد الأساس الجيني المسؤول عن النمط الظاهري. تبدأ طرق علم الوراثة الأمامي بتحديد النمط الظاهري، وتشكل أو تخلق نماذج لكائنات حية تعرض الصفة المدروسة.
طبق النهج بدايةً باستخدام الطفرات الطبيعية أو الطفرات المحدثة بالإشعاع أو المواد الكيميائية أو الطفرات الإقحامية (مثل الجينات القافزة). يحدث الاصطفاء اللاحق ويُعزل الأفراد الطافرون، ثم توضع الخارطة الجينية. يمكن اعتبار علم الوراثة الأمامي نقيضًا لعلم الوراثة العكسي، والذي يحدد وظيفة الجين عبر تحليل تأثيرات النمط الظاهري لتسلسلات الدنا المتغيرة. غالبًا ما تُلاحظ الأنماط الظاهرية الطافرة قبل فترة طويلة من معرفة الجين المسؤول عنها، ما قد يؤدي إلى تسمية الجينات على اسم النمط الظاهري الطافر لها (مثل جين ذبابة الفاكهة الوردية الذي سمي على اسم لون عيون الأفراد الطافرة).

## التقنية العامة
تبدأ طرق علم الوراثة الأمامي بتحديد النمط الظاهري، ثم تجد أو تخلق كائنات نموذجية تعرض الصفة المدروسة. من الكائنات الحية النموذجية الشائعة سمكة دانيو المخططة، التي يمكن استخدامها لاستهداف الطفرات التي تحاكي الأمراض والحالات التي تصيب البشر. غالبًا ما تتولد مئات الآلاف من الطفرات، ويمكن تحقيق ذلك بمساعدة المواد الكيميائية أو الإشعاعية. تسبب المواد الكيميائية مثل إيثيل سلفونات الميثان طفرات نقطية عشوائية. قد تكون هذه الأنواع من المطفرات مفيدة بسبب إمكانية تطبيقها بسهولة على أي كائن حي ولكن كان من الصعب جدًا تحديدها على الخارطة الجينية، رغم أن ظهور تسلسل الجيل التالي جعل هذه العملية أسهل إلى حد كبير. يمكن أيضًا توليد الطفرات عن طريق التطفير الإقحامي. مثلًا، تُدخل الجينات القافزة الحاوية على علامة جينية في الجينوم بشكل عشوائي. غالبًا ما تُعدل هذه الجينات لتقفز مرة واحدة فقط، وبمجرد إدخالها في الجينوم، يمكن استخدام العلامة لتحديد الأفراد الطافرين. بما أن هذه العملية شملت إدخال قطعة معروفة من الدنا، قد تجعل رسم الخرائط الجينية والاستنساخ الجيني أسهل بكثير. يمكن استخدام طرق أخرى لتوليد الطفرات أيضًا، مثل استخدام الإشعاع لتوليد طفرات الحذف وإعادة الترتيب الصبغي.
بعد تطفير الجينات وفحصها، عادةً ما يجرى اختبار تكميلي للتأكد من أن الأنماط الظاهرية الطافرة تنشأ من نفس الجينات إذا كانت الطفرات متنحية. إذا امتلكت السلالة بعد التزاوج بين طفرتين متنحيتين نمط ظاهري بري، يمكن استنتاج أن النمط الظاهري يتحدد بأكثر من جين واحد. بشكل نموذجي، يخضع الأليل الذي يظهر النمط ظاهري الأقوى لمزيد من الاختبارات. يمكن بعد ذلك إنشاء خارطة جينية باستخدام الارتباط الجيني والعلامات الجينية، ثم يمكن استنساخ الجين المعني وتحديد تسلسله. إذا وُجدت عدة أليلات من نفس الجينات، يقال إن الفحص أصبح مشبعًا ويُحتمل أن جميع الجينات المشاركة في إنتاج النمط الظاهري موجودة.

## أمراض الإنسان
قد تكون الأمراض والاضطرابات التي تصيب الإنسان ناتجة عن طفرات. تستخدم طرق علم الوراثة الأمامي في دراسة الأمراض الوراثية لتحديد الجينات المسؤولة عنها. في حالة الاضطرابات أحادية الجين أو المندلية، قد تكون الطفرة المُغلطة مهمة؛ يمكن تحليل تعدد أشكال النوكليوتيدات المفردة لتحديد الطفرات الجينية المرتبطة بالنمط الظاهري للاضطراب. قبل عام 1980، تم تحديد عدد قليل جدًا من الجينات البشرية كمواقع كروموسومية للأمراض حتى أدى التقدم في تكنولوجيا الدنا إلى ظهور الاستنساخ الموضعي وعلم الوراثة العكسي. في الثمانينيات والتسعينيات من القرن العشرين، كان الاستنساخ الموضعي يشمل رسم الخرائط الجينية ورسم الخرائط المادية وتمييز الطفرات الجينية. كان اكتشاف المواقع الكروموسومية للأمراض باستخدام تقنيات وراثية قديمة عملية طويلة وصعبة للغاية واتجهت الجهود نحو رسم الخرائط والاستنساخ الجيني من خلال دراسات الترابط الجيني والمشي بالكروموسوم. رغم كونه شاقًا ومكلفًا، يوفر علم الوراثة الأمامي طريقة للحصول على معلومات موضوعية تتعلق بعلاقة الطفرة بمرض ما. من الميزات الأخرى لعلم الوراثة الأمامي أنه لا يتطلب معرفة مسبقة عن الجين المدروس. يبين مرض التليف الكيسي كيف يمكن لعلم الوراثة الأمامي أن يفسر اضطرابًا وراثيًا بشريًا. كانت دراسات الارتباط الجيني قادرة على تعيين الموقع الكروموسومي لمرض التليف الكيسي، وهو الكروموسوم 7، باستخدام علامات بروتينية. بعد ذلك، استخدمت تقنيات المشي والقفز بالكروموسومات للتعرف على الجين وتسلسله. يمكن أن يعمل علم الوراثة الأمامي في حالات النمط الظاهري الواحد لجين واحد، ولكن في الأمراض الأكثر تعقيدًا مثل السرطان، غالبًا ما يستخدم علم الوراثة العكسي كبديل. يكمن سبب ذلك في أن الأمراض المعقدة تشمل جينات متعددة أو طفرات أو عوامل أخرى تسببها أو قد تؤثر عليها. يعمل كل من علمي الوراثة الأمامي والعكسي عبر مناهج متعاكسة، لكن كلاهما مفيد لأبحاث علم الوراثة. يمكن إقرانهما معًا لمعرفة ما إذا عُثر على نتائج مماثلة.